# Venéfica
A venéfica era uma feiticeira romana que se servia de poções, fármacos, venenos, para os mais diversos desideratos . «Venefica» significa "envenenadora" em latim. A palavra surge nas obras do mais variados autores clássicos, incluindo Cícero e Horácio.
Ainda hoje persistem reflexos do conceito de "venéfica" na língua portuguesa, a título de exemplo, a palavra "venefício" designa o acto de envenenar ou adoentar, por meio de actos mágicos. 

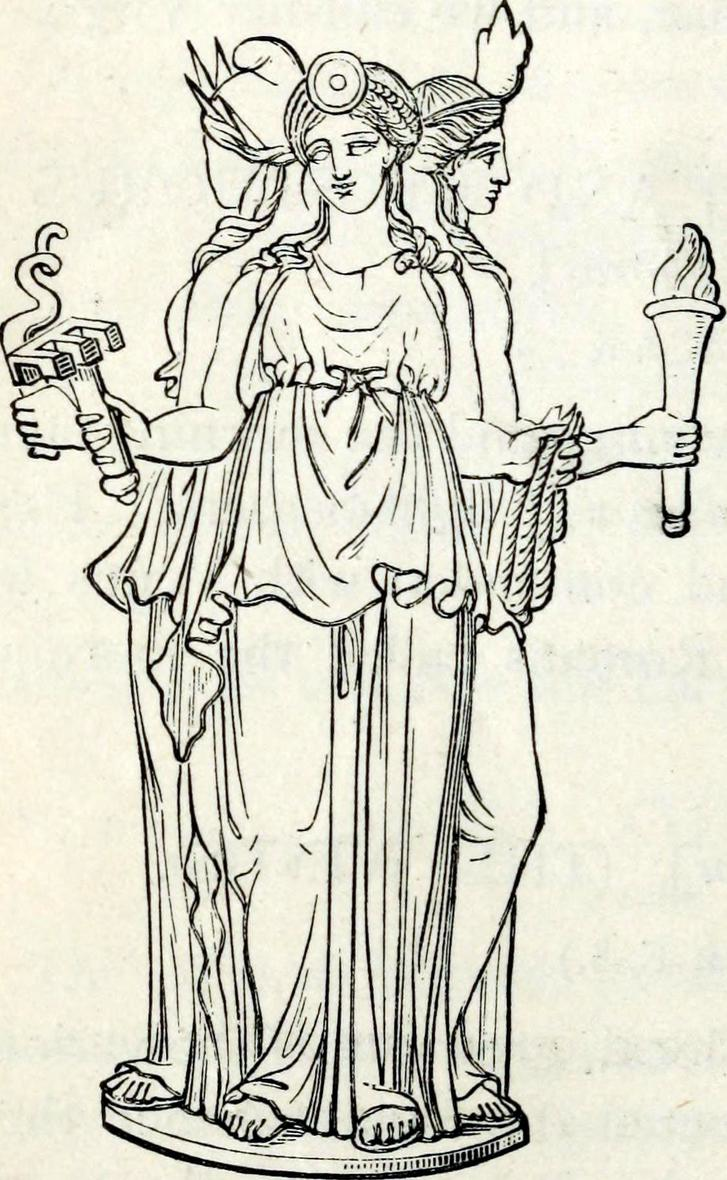
Representação de Hécate, deusa padroeira das bruxas, que, no culto romano, chegou a ter como epíteto venéfica

Hécate, deusa grega da bruxaria, em textos e orações romanas reveste por vezes o epíteto de venéfica. Francesco Maria Guazzo, na sua obra «Compedium Maleficarum», um manual de caça às bruxas, de 1608, também faz uso do termo venéfica, para qualificar os actos praticados pelas bruxas, desde logo no próprio subtítulo da obra «Ex quo nefandissima in genus humanum opera venefica, ac ad illa vitanda remedia conspiciuntur»
O jurista italiano Paolo Grillandi que desempenhou as funções de juiz papal, nos julgamentos das bruxas de 1517, na sua obra «Tractatus de hereticis et sortilegiis» de 1536, redigida com base no que aprendeu com as confissões dos hereges e das bruxas, tendo aquela servido de tratado de bruxaria e demonologia no século XVI, discorreu sobre as venéficas. Numa das suas entradas, a respeito das venéficas, Paolo distingue-as das bruxas que mantém pactos com o diabo, as maleficarum, equiparando-as a uma espécie de curandeiras ou mezinheiras, quando expende o seguinte considerando:
«Com estes decoctos e venenos, as venéficas são capazes de tornar os homens impotentes e as mulheres avessas ao congresso conjugal(...) todas estas maleitas, mortes, impotências, amavios, produzidos por meio destas misturas, não são produto de cerimónias e observâncias que abusem dos sacramentos da igreja.»

## Abonações Literárias
Cícero usa o termo «venéfica» associado ao âmbito da bruxaria e actos mágicos, por exemplo, na sua obra Brutus, no capítulo LX, passagem 217:
 qui in iudicio privato vel maximo, cum ego pro Titinia Cottae peroravissem, ille contra me pro Ser. Naevio diceret, subito totam causam oblitus est idque veneficiis et cantionibus Titiniae factum esse dicebat
O que se traduz por:
«num litígio de direito privado de grande importância, entre Titinia e Servio Nevio, depois de me haver pronunciado, seguindo a posição já tomada por Cotta, perorando a favor de Titinia, ele (Octávio) tomou a palavra e usou-a contra mim, tomando o partido de Sérvio Névio; a meio do seu discurso, esquecendo-se já do que tratava o litígio que estava a ser julgado, acusou Titinia de o ter feito esquecer-se com filtros mágicos e encantamentos»

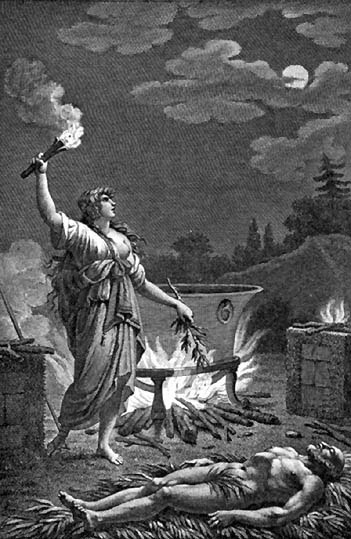
Representação de Medeia, figura clássica da venéfica

Ovídio serve-se do termo, para caracterizar Medeia, a feiticeira, na sua obra "Metamorfoses". Por exemplo, no livro VII das Metamorfoses, na passagem em que Medeia, a fim de ganhar a confiança das filhas de Pélias, procura convencê-las a respeito da eficácia dos seus poderes transformadores, rejuvenescendo um carneiro:
membra simul pecudis validosque venefica sucos mergit in aere cavo: minuunt medicamina corpus
cornuaque exurunt nec non cum cornibus annos, et tener auditur medio balatus aeno:nec mora, balatum mirantibus exsilit agnus lascivitque fuga lactantiaque ubera quaerit
Que se traduz por: 
  (...) a bruxa deitou o carneiro e as suas potentes poções ao fundo do caldeirão. As poções mingaram-lhe o corpo e aduriram-lhe os cornos e, dessarte, queimaram também os anos que pesavam em cima do carneiro.
Eis então que, do fundo do caldeirão, se ouviu um gentil balir, e, nesse emmeio em que se maravilhavam com o prodigioso balir, de pronto um cordeirinho esgueirou-se do caldeirão para fora, à procura do amojo da mãe.
No ensaio de Sir Francis Bacon, intitulado «Da Amizade», faz-se menção às venéficas, nos seguintes termos:

«E parece que o seu favor era tão grande, que António, na carta que é citada ipsis verbis nas Filípicas de Cícero, até lhe chama 'venéfica', bruxa, como se ela tivesse enfeitiçado César»

## Crime de venefício na Roma Antiga

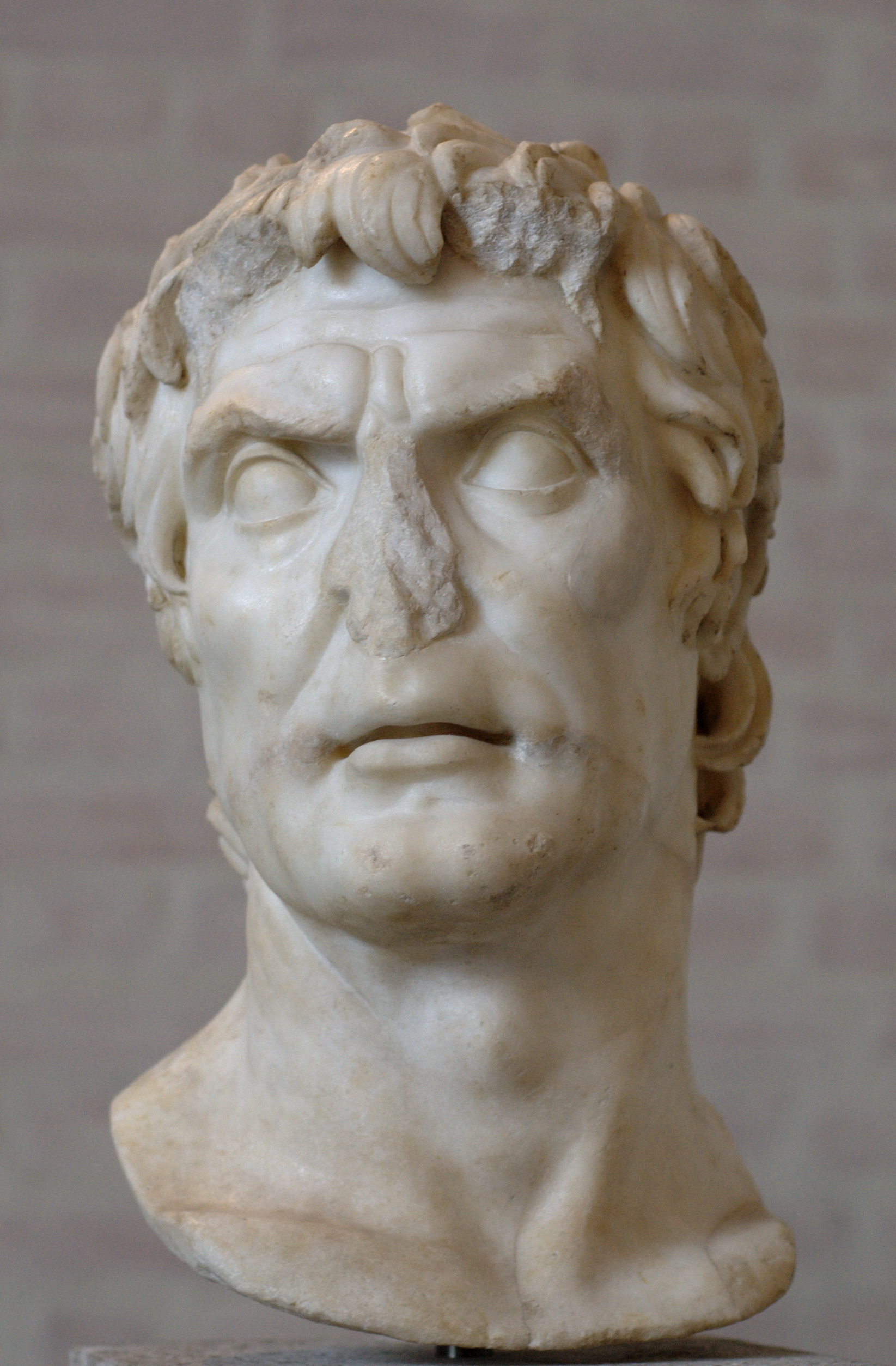
Sula, dictador romano que promolgou a Lex Cornelia de sicariis et veneficis

Na Roma Antiga, o crime de venefício constituía o acto de envenenar alguém. Tratava-se de um crime infame e insidioso e encontrava-se estereotipicamente associados às mulheres, sendo certo que não se exclui a possibilidade de muitas das condenadas o terem sido, sem que provas da sua culpa houvessem sido apuradas, à guisa do que sucedeu a mulheres condenadas por bruxaria na Idade Média. 
A primeira ocorrência conhecida do crime de venefício em Roma, o famoso caso da «captis mentibus» (lit. 'a detenção das mentirosas'), deu-se na pendência do consulado de Marco Cláudio Marcelo e Caio Valério em 331 a.C, quando a cidade foi assolada por uma peste. Na sequência da morte de vários figuras proeminentes da cidade, acometidas de estranha doença, uma escrava acusou um conjunto de matronas romanas patrícias, junto dos edis curuis.
Na sequência da acusação, as autoridades surpreenderam vinte matronas, dentre as quais Cornelia e Sérgia, ambas das mais patrícias famílias de Roma, em flagrante delito, a preparar decoctos venenosos ao lume, para depois os impingirem aos magistrados no fórum. Tendo denegado a venenosidade da decocção, as matronas foram executadas, por veneficas e mentirosas. Na sequência destas diligências judiciais foram detidas e condenadas setenta matronas venéficas.
Outra ocorrência famosa foi um venefício de larga escala, que se deu na esteira de uma celebração em honra de Baco, um bacanal, em que se ervaram as libações dos celebrantes do ritual, com veneno desconhecido, em 184 a.C. O então pretor, Quinto Névio Macro, foi incumbido pelo Senado da investigação deste caso (lit. o inquérito do venefício "de veneficiis quaerere"), tendo envidado horas a esmiuçar a questão, na municipia e no conciliábulo, o que redundou na condenação de 200 pessoas, de acordo com Valério Antias. 
A primeira provisão legislativa promovida especificamente para obviar as ocorrência de venefício foram promolgadas pelo dictator Sula, em 82 a.C, e foi crismada de Lex Cornelia de sicariis et veneficis, tendo-se protraído no tempo a sua aplicação, durante séculos, sofrendo poucas alterações. A factispécie nela contida proibia que se fizesse, comprasse, vendesse ou possuísse veneno, com o intuíto de envenenar alguém . O preceito-legal nela estipulado, de acordo com Marciano, era a deportatio in insulam (variedade de exsilium, que passava pela deportação para uma ilha) e o confisco de propriedade.
Mais tarde, na época de Marciano, o crime de venefício ditava a pena capital para os infractores de baixo estatuto (os humiliores), que eram lançados às feras, para que perecessem cruentamente, ao passo que os infractores de alto estatuto (os altiores) é que recebiam a pena de deportação. (Dig. l.c.)

## Relevo na história da medicina portuguesa
O termo "venéfica", no sentido de "feiticeira-venenosa", de "bruxa que faz adoecer os outros", foi herdado da tradição romana e continuou a ter reflexo no imaginário português, sofrendo inúmeras permutações ao longo dos tempos, até ao século XVIII, avultando-se a palavra "venefício" como o termo genérico e erudito para classificar superstições como o mau-olhado, os quebrantos, os fascínios e os tranglomanglos.
Neste sentido, houve inúmeros físicos e médicos portugueses, que discorreram sobre as diferenças entre as doenças reais (então os chamados achaques naturais) e as doenças mágicas (os então chamados venefícios), notando-se desde cedo uma pretensão da classe médica em Portugal de afastar a matéria dos venefícios da esfera de influência da Inquisição e de charlatães e curandeiros ambulantes, a fim de a arrastar para o seu âmbito de competência. Por exemplo, Bernardo Pereira, médico do século XVII, na sua obra «Anacephaleosis medico-theologica magica, juridica, moral, e politica», dedica uma dissertação só para os venefícios, que é descrita no Indice da seguinte forma :
«Referemse às espécies de veneficios, ou feitiços: que os hà imaginários, e fingidos: que se equivocão com muitos achaques hystericos, gallicos, escorbuticos, e mezentéticos, e por ísso não devem os Médicos ser fáceis em julgallos por maléficos: fallase da qualidade gallica, escorbutica; Quais sejão os signais dos feitiços, e se ha razaõ de differença entre os achaques naturais, e os maléficos.»
Outro exemplo digno de menção, foi o caso de Francisco da Fonseca Henriques, físico e médico português, do século final do XVII e início do XVIII, que terá sido o médico da câmara-real de D. João V, autor de inúmeras obras como o «arquilégio medicinal», «Âncora Medicinal para Conservar a Vida com Saúde» e, mais relevante para o assunto em questão, o compêndio médico português «Medicina Lusitana: Socorro Délfico, aos Clamores da Natureza, Humana para Total Profligação de seus Males», expendeu a respeito das maleitas produzidas por sortilégio.
Nesta última obra, que dedicou ao então Inquisidor-Mor do Reino, o médico da câmara-real discorreu a respeito do mau-olhado e do quebranto, supostas maleitas de origem mágica, servindo-se da expressão «oculta qualidade venéfica», para qualificar o olhar mal-querente de certas pessoas ( presumivelmente bruxas e feiticeiros) capazes de, à distância e pelo olhar, transfundir influências negativas aos outros, especialmente nas pessoas mais vulneráveis, como as crianças, causando-lhes doenças, sem outra aparente causa.
Para este médico de D. João V, não havia dúvidas de que o tranglomanglo (doença mortal produzida por artes mágicas) adveniente do mau-olhado, tinha como  origem certos indivíduos identificáveis pela sua «natureza depravada, e morbosa constituição» e, mais concretamente, em que se denotava uma aparente "corrupção dos humores", que fazia com que emanassem uma suposta «(...) aura nocentíssima, que comovida das paixões do ânimo, ou por inveja, ou por ira, pondo os olhos em algum objecto, o inquinam e ofendem (…)».
Determinados estudiosos modernos, como Bruno Fernandes Barreiros, sustentam que Francisco da Fonseca Henriques terá expendido a respeito do mau-olhado na sua obra, não necessariamente, por mercê de uma crendice pessoal na superstições do mau-olhado, do tranglomanglo e de outros venefícios (embora não exclua essa possibilidade), mas antes que o seu objectivo principal seria uma tentativa de arrastar para o âmbito da competência médica estas questões que, até então,  pertenciam mais estritamente ao foro religioso da Inquisição. Tanto assim foi que prelecionou sobre este assunto numa obra dedicada ao Inquisidor-mor. 
Em última análise, ter-se-á tratado de uma manigância para nobilitar ainda mais a classe médica, na sociedade portuguesa, atribuindo-lhe ainda mais competências do que aquelas que tinha antes, retirando-as, lentamente e por conseguinte, à Inquisição.
Da parte de Francisco da Fonseca Henriques, haveria, portanto:
- interesses de ordem económica -  com vista a alargar o leque de clientela para a classe médica, porque o povo, refém das crendices populares que se desenvolveram ao longo dos séculos detorno destas matérias ainda era muito supersticioso, preferindo muitas vezes os serviços de mezinheiros, curandeiros e mesmo de charlatães, ao de médicos;
- interesses de ordem prestigiante -  para nobilitar mais a profissão, por molde a infundir na concepção da época a ideia de que os médicos também seriam capazes de combater forças obscuras, afastando, portanto, o crédito dado a todo um ror de charlatões, curandeiros e mezinheiros que pululavam pelas zonas rurais, que ministravam curas e sentenciavam diagnósticos, ditados puramente por superstições e crendices populares;
- interesses de ordem científica -  na medida em que, ao retirar o tratamento dos venefícios da esfera da inquisição e da espiritualidade, dava-se maior ansa a poder estudar e tratar estas matérias, assente em metodologias mais científicas e rigorosas, do que aquelas que imperaram durante os séculos anteriores (e que, para todos os efeitos, em certa medida continuaram a persistir na ruralidade recôndita, ainda no século XIX).

Em rigor, será importante assinalar que Francisco da Fonseca Henriques nem sequer foi o primeiro médico português a tentar envidar esforços neste sentido, já antes frei Manoel Teixeira de Azevedo, laureado doutor de medicina e protomédico da marinha de mar, na sua obra de 1668 «Correcção de Abusos Introduzidos Contra o Verdadeiro Método da Medicina», prescrevera métodos de diagnóstico de venefícios e quebrantos, por meio de análise do corpo do "embruxado", que foram, por sinal, readoptados por Francisco da Fonseca Henriques, nas décadas seguintes.
A metodologia sugerida, embora ainda muito longe de ser um método de diagnóstico rigoroso e eficaz, sempre primava mais pelo rigor científico e por ser muito mais salubre, do que os métodos que eram perfilhados pela crendice popular, da época, que envolvidam demolhar um pano em urina e pousá-lo sobre a cabeça de um doente, que se suspeitasse estar "quebrantado", e esperar para que o pano secasse. Se o pano, uma vez seco estivesse, manchado, tal constituiria um «sinal certo de estar o doente fascinado». 